# Liste des longs métrages lesothiens proposés à l'Oscar du meilleur film international
Cet article présente la liste des longs métrages du Lesotho proposés à l'Oscar du meilleur film international. Ainsi le Lesotho a proposé son premier long métrage pour concourir dans cette catégorie en 2020 lors de la 93e cérémonie des Oscars.
L'Academy of Motion Picture Arts and Sciences (AMPAS) qui remet les Oscars du cinéma invite depuis 1957 les industries cinématographiques de tous les pays du monde à proposer le meilleur film de l'année pour concourir à l'Oscar du meilleur film en langue étrangère (autre que l'anglais). Le comité du prix supervise le processus et valide les films soumis. Par la suite, un vote à bulletin secret détermine les cinq nommés dans la catégorie, avant que le film lauréat ne soit élu par l'ensemble des membres de l'AMPAS, et que l'Oscar ne soit décerné lors de la cérémonie annuelle.

## Film proposé par le Lesotho
| Année (Cérémonie) | Titre français                 | Titre original                            | Langue(s)    | Réalisateur                   | Résultat  |
| ----------------- | ------------------------------ | ----------------------------------------- | ------------ | ----------------------------- | --------- |
| 2020 (93e)        | L'Indomptable Feu du printemps | This Is Not a Burial, It's a Resurrection | sotho du Sud | Lemohang Jeremiah Mosese (en) | Non nommé |